# Heilbronner Kleist-Blätter
Die Heilbronner Kleist-Blätter sind eine von 1996 bis 2018 erschienene, von Günther Emig, dem damaligen Direktor des Kleist-Archivs Sembdner in Heilbronn, gegründete und herausgegebene Zeitschrift, die sich dem Leben und Werk des Dichters Heinrich von Kleist widmete, etwa einmal jährlich erschien und die sich im Untertitel programmatisch „Die Kulturzeitschrift aus Heilbronn. Für alle, die etwas (Neues) zu sagen haben“ nannte.
Die Themenpalette umfasste neben der „reinen“ Wissenschaft vor allem auch die Wirkungsgeschichte Kleists, speziell in den Bereichen Literatur, bildende Kunst, Film, Theater und Musik.
Die Zeitschrift enthielt eine aktuelle Kleist-Bibliographie, die 2018 auch in Buchform erschienen ist (Günther Emig: Kleist-Bibliographie 2001–2015. Heilbronn 2018).